# Центр шифров Энигма

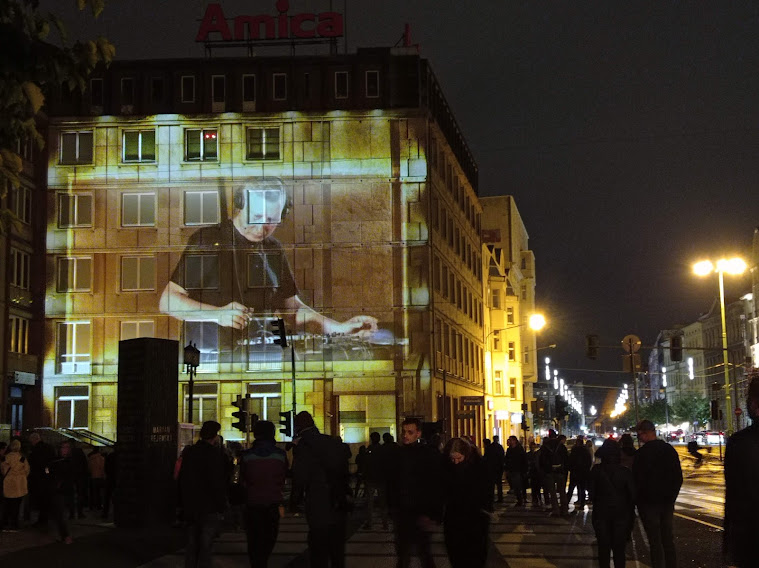
3D шоу под открытым небом на фасаде здания Collegium Martineum, во время открытия Центра шифров Энигма, с участием польского джазового дуэта Skalpel и композитора Патрика Пиласевича

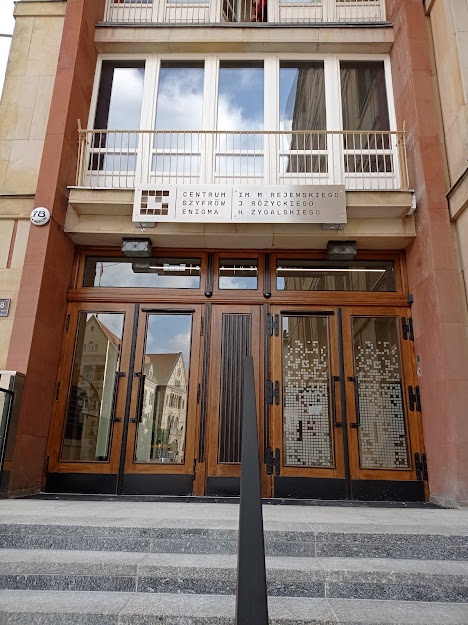
Главный вход в Центр Шифров Энигма с улицы Святой Мартин

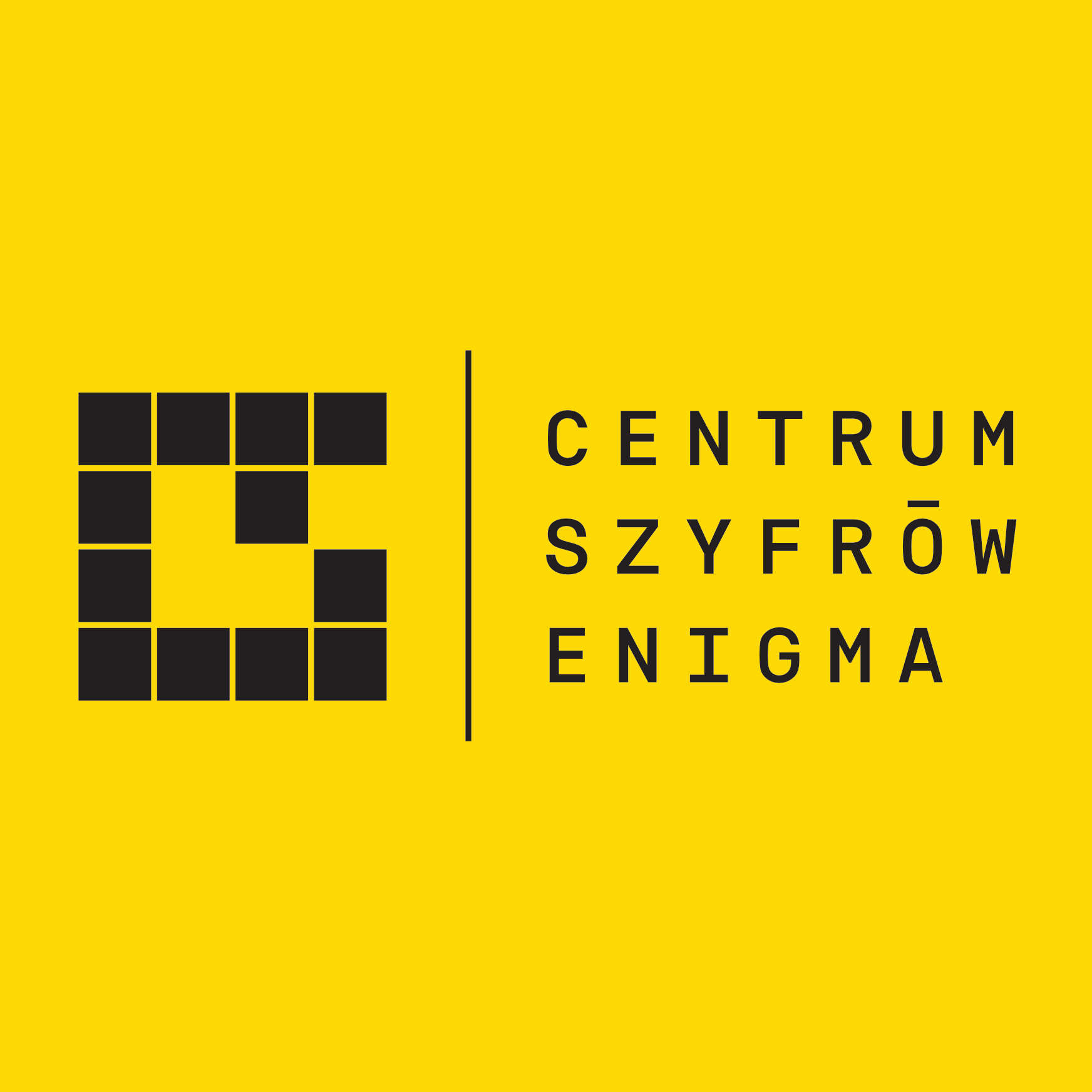
Логотип Центра шифров Энигма

Центр шифров Энигма (пол. Centrum Szyfrów Enigma) — интерактивный исторический центр в Познани, посвящённый истории взлома немецкой шифровальной машины Энигма и троим польским математикам-криптографом, участвовавшим во взломе «Энигмы»: Мариану Реевскому, Генрику Зыгальскому и Ежи Ружицкому.
Центр расположен на втором этаже в здании бывшего исторического факультета Университета Адама Мицкевича Collegium Historicum, ныне переименованном в Collegium Martineum, на перекрёстке улиц Святой Мартин и Тадеуша Костюшко.
Центр шифров Энигма является брендом Центра исторического наследия Познани.

## История
На месте здания Collegium Martineum, в котором сегодня расположен Центр шифров Энигма, в 1843—1847 годах находилось здание прусского военного склада 5 корпуса (нем. Königliche Intendantur des V Armeekorps). После Первой мировой войны в здании располагался штаб 14-й Великопольской пехотной дивизии. Некоторые помещения использовались Познанским отделением военного бюро шифров Генерального штаба Войска Польского, где работали три криптографа: Мариан Реевский, Генрик Зыгальский и Ежи Ружицкий.
После начала Второй мировой войны здание использовалось немецкой армией. Во время боевых действий здание сильно пострадало и в 1948 году было принято решение не восстанавливать повреждённое здание, а построить на его месте новое — резиденцию Польской объединённой рабочей партии, которое располагалось здесь до 1990 года. Затем здание было передано Университету им. Адама Мицкевича для нужд Исторического факультета (Collegium Historicum), который функционировал там до 2015 года, пока не был переведён в кампус Мораско. Сегодня здание носит название Collegium Martineum, в нём расположен Центр шифров Энигма и оффисы администрации Университета Адама Мицкевича.

## Создание центра
Центр является совместным проектом мэрии города Познань и Университета Адама Мицкевича, которые выделили 30 млн злотых на строительство, при поддержке Европейский союз. Строительные работы были поручены трём компаниям: Atrem S.A., Firma Budowlana Eugeniusza Dota и New Amsterdam Sp. z o.o., выигравшим тендер на строительство центра, объявленный в июне 2019 г. Инициатором создания объекта, который первоначально именовался музеем «Энигма», был радиожурналист Шимон Мазур.
Строительство центра было осуществлено в соответствии с Великопольской региональной оперативной программой на 2014—2020 годы в сотрудничестве с Университетом Адама Мицкевича "Сохранение, защита, популяризация и развитие природного и культурного наследия". Объект был официально открыт 25 сентября 2021 года.

## Экспозиция
Первая часть экспозиции предлагает ознакомиться с общей историей шифров. Посетители могут познать методы шифрования, используемые ещё с античных времён, например шифр Цезаря. Посетители имеют возможность пройти курс шифрования, аналогичный тому, который посещали польские криптографы в 1929 году в рамках секретного курса, организованного Познанским университетом.
Во второй части экспозиции можно узнать подробно об участии трёх польских криптографов: Реевского, Зыгальского и Ружицкого во взломе кодов Энигмы в 1930-х годах. Экспозиция представляет, среди прочего, копии польских машин, которые до войны, в условиях строгой секретности, использовались для расшифровки секретных немецких сообщений, зашифрованных с помощью «Энигмы»: циклометр, криптологическая бомба или листы Зыгальского, а также дальнейшую работу по взлому нацистских кодов, проведённую французами, англичанами и американцами.

### Медиатека
Неотъемлемой частью Центра шифров Энигма является Медиатека, в которой содержаться различные цифровые исторические материалы: статьи, фотографии и интевью.

### Проекты
Помимо постоянной экспозиции Центра шифров Энигма, в учреждении реализуется проект под названием «Резиденция в CSE». Цель проекта — поддержать различные творческие инициативы, посвящённые участию польских криптографов в расшифровке кода машины «Энигма».
В рамках проекта контрабасист, дирижёр и композитор Патрик Пиласевич руководит открытой междисциплинарной студией CSE Open Lab. Художественные показы организуются непосредственно в выставочном пространстве Центра шифров Энигма. В первом выпуске проекта приняли участие студенты Музыкальной академии имени Игнация Падеревского и студенты факультета компьютерных наук и телекоммуникаций Познанского политехнического университета.
10 ноября 2021 года в рамках проекта состоялся первый показ «Субтрактивный синтез. Архитектура звука», затем 24 ноября состоялся показ "Прослушивания. Презентации элементов проекта «Sub Rosa».
16 декабря 2021 года в пространстве постоянной экспозиции состоялся концерт «Sub Rosa», организованный по случаю 89-й годовщины взлома кода машины Энигма польскими криптографами. В нём приняли участие студенты Музыкальной академии имени Игнация Падеревского и камерный хор Университета Адама Мицкевича под управлением проф. Кшиштофа Шидзиша. Зрители имели возможность стать участниками концерта, прогуливаясь по выставке и встречаясь с музыкантами, которые исполняли произведения в различных пространствах выставки, вдохновлённые историей трёх математиков из Познани.
Название концерта «Sub Rosa» в переводе с латинского языка означает «под розой», отсылая к розе, как древнему символу тайны.

## Галерея

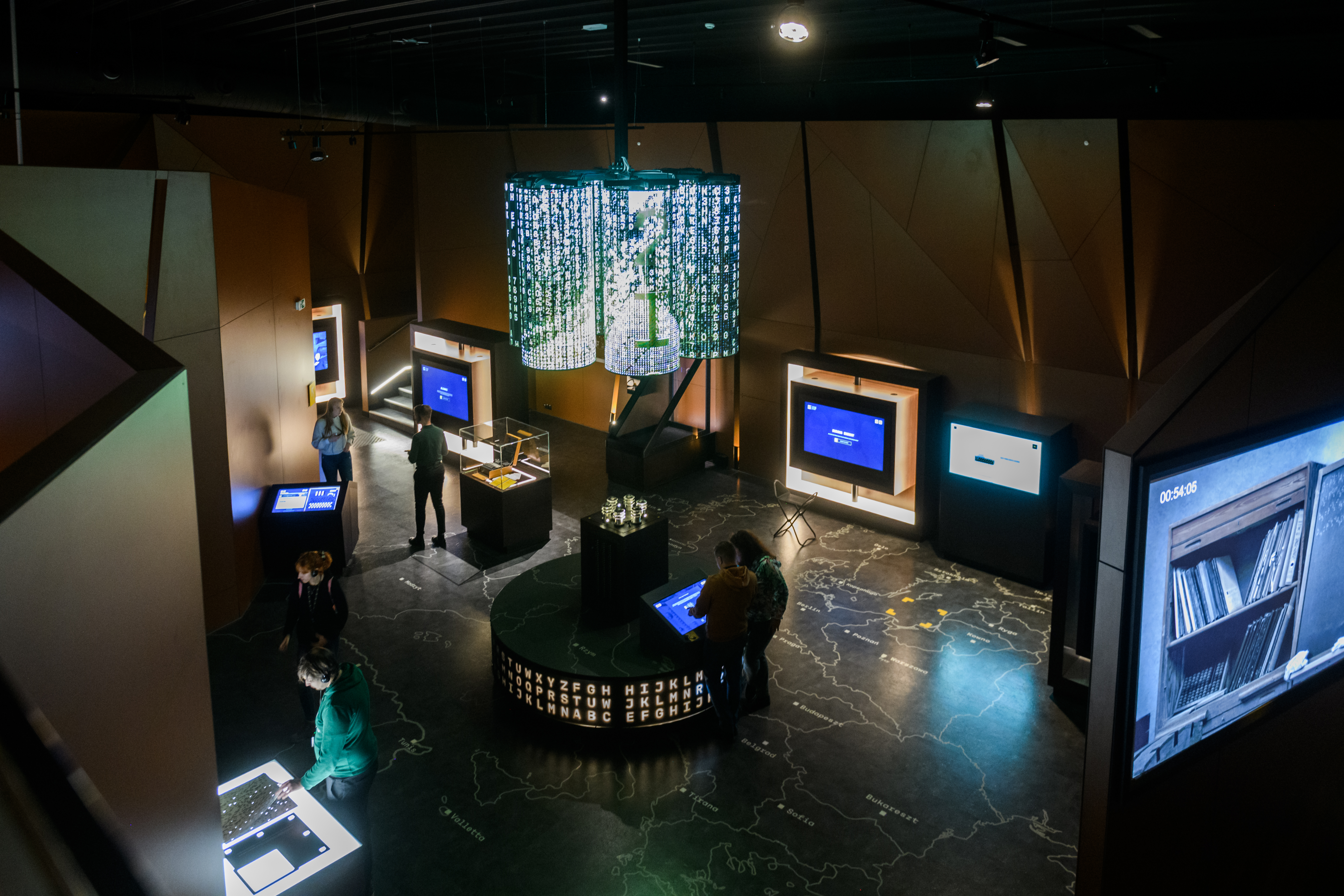
Фрагмент экспозиции Центра шифров Энигма
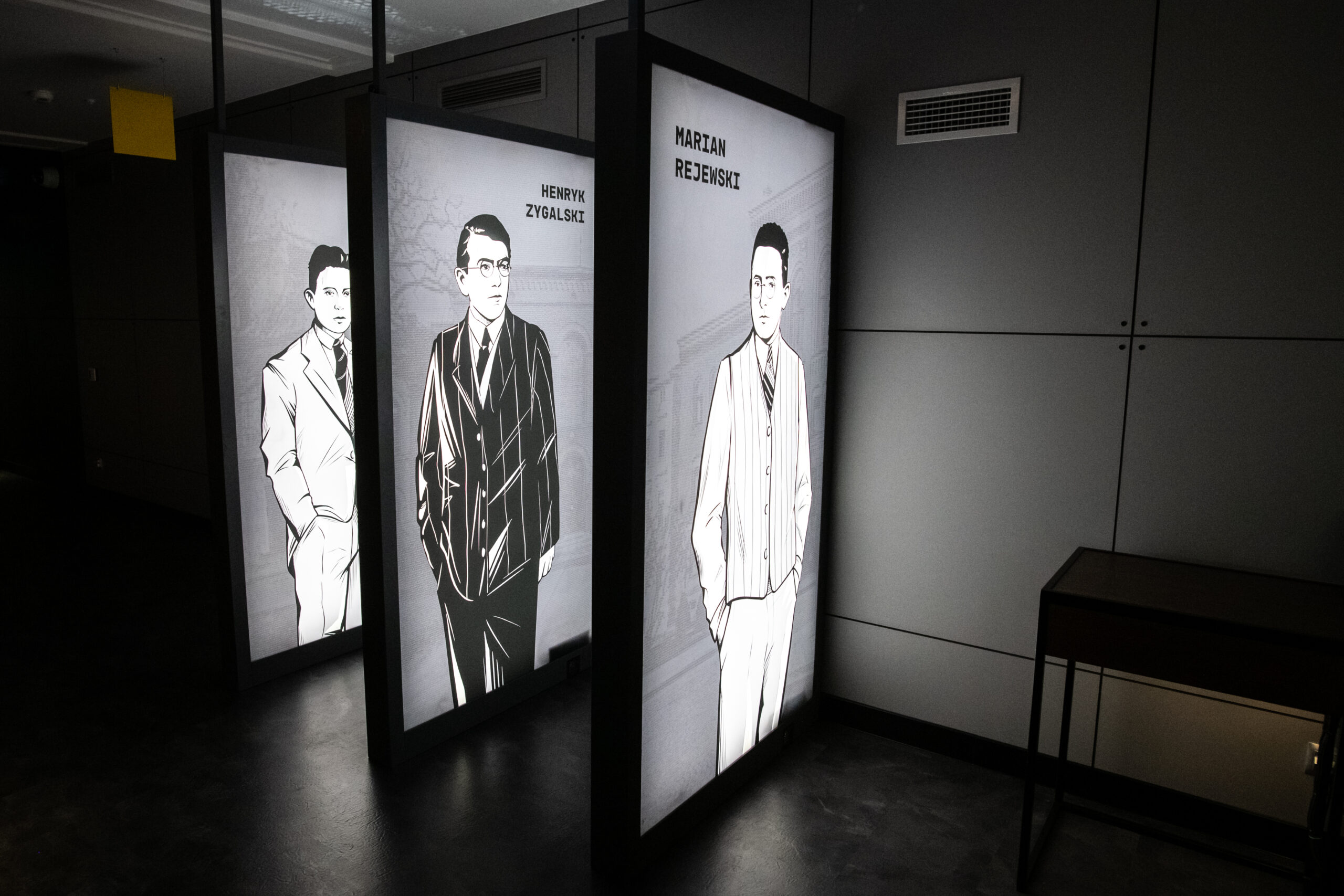
Фрагмент экспозиции
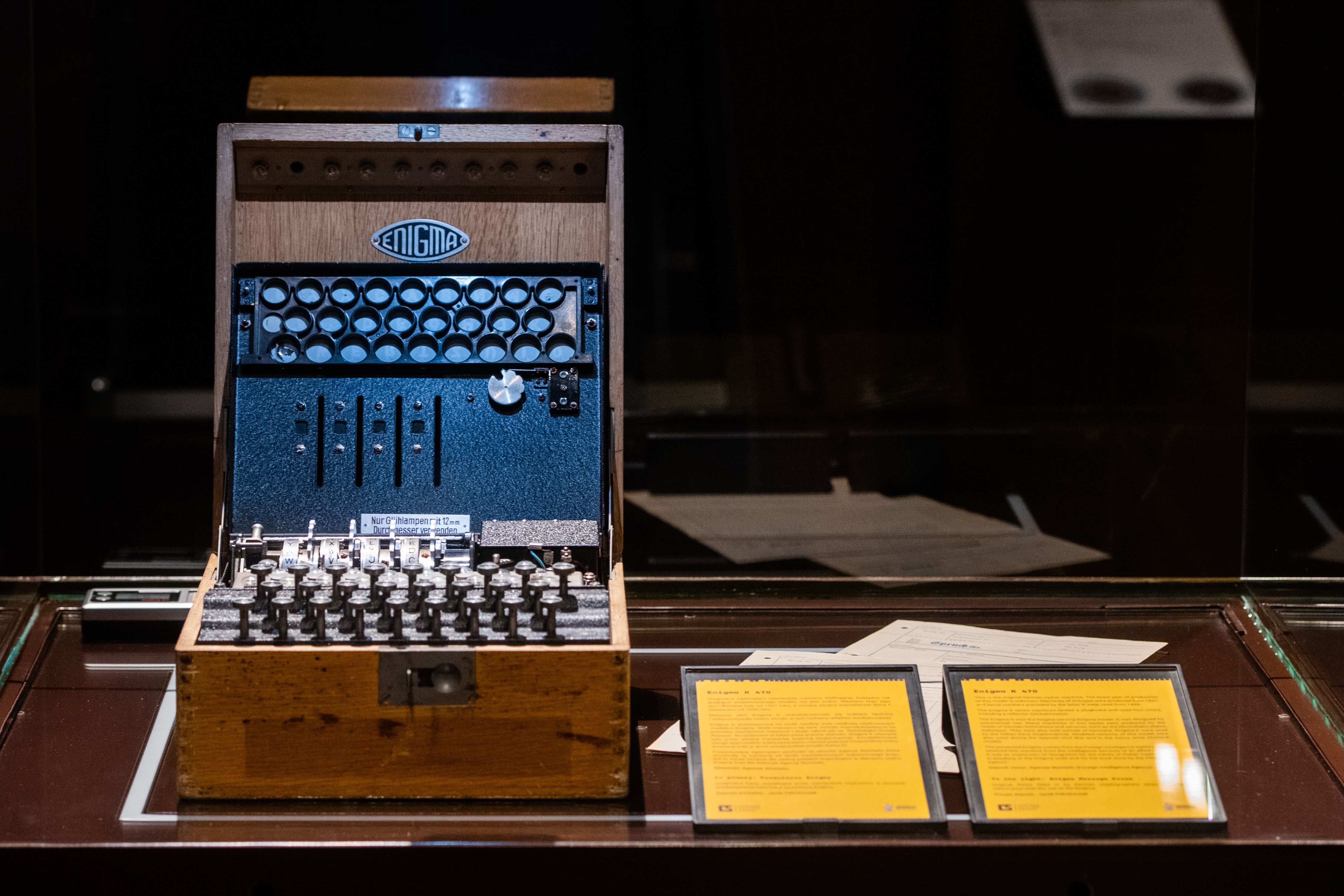
Энигма К470
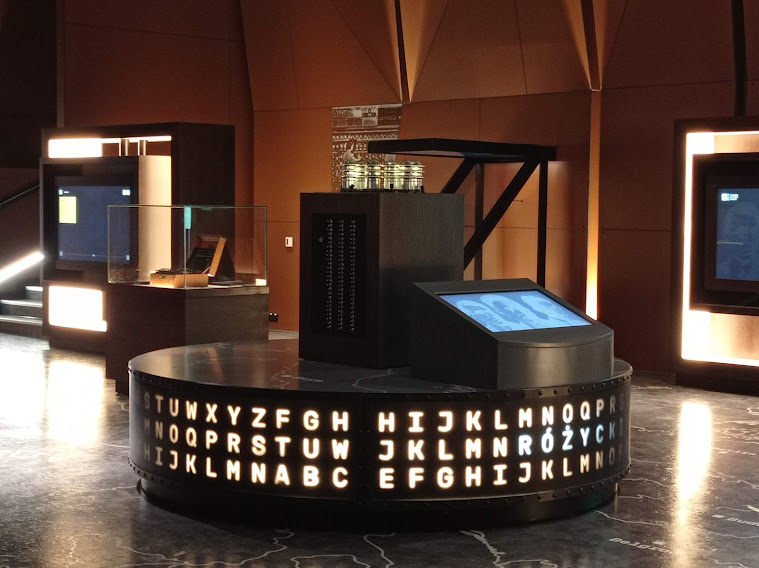
Фрагмент экспозиции
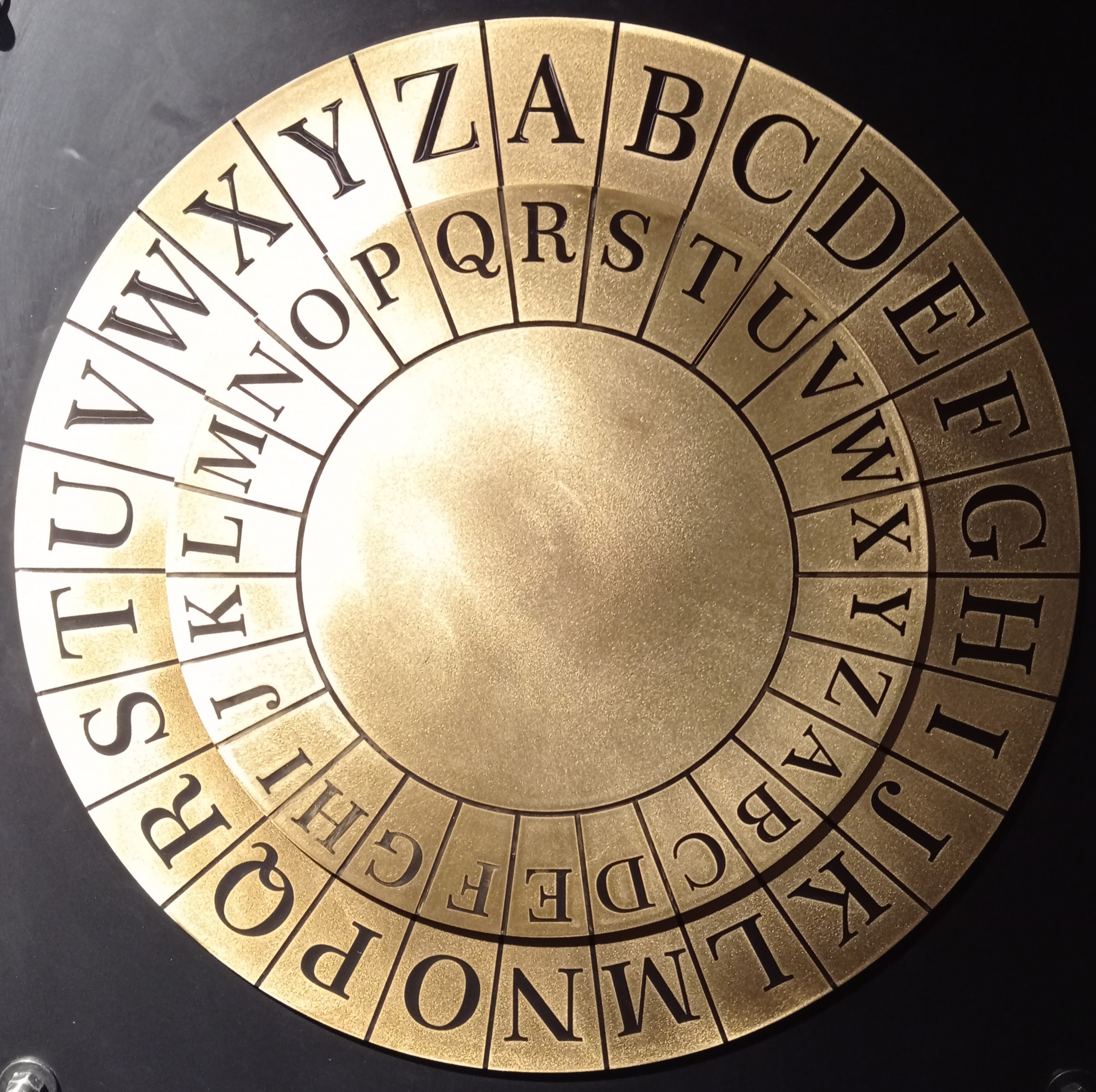
Шифровальный диск Альберти
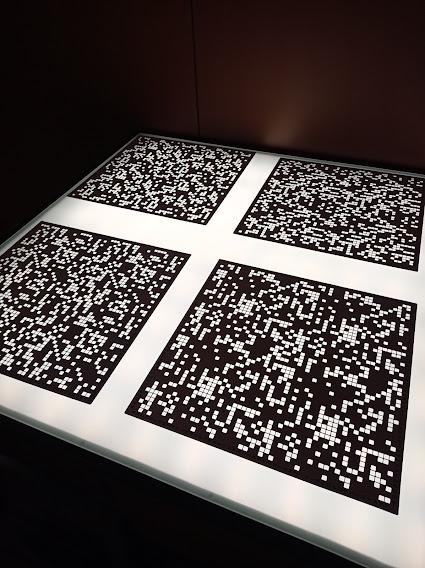
Листы Зыгальского
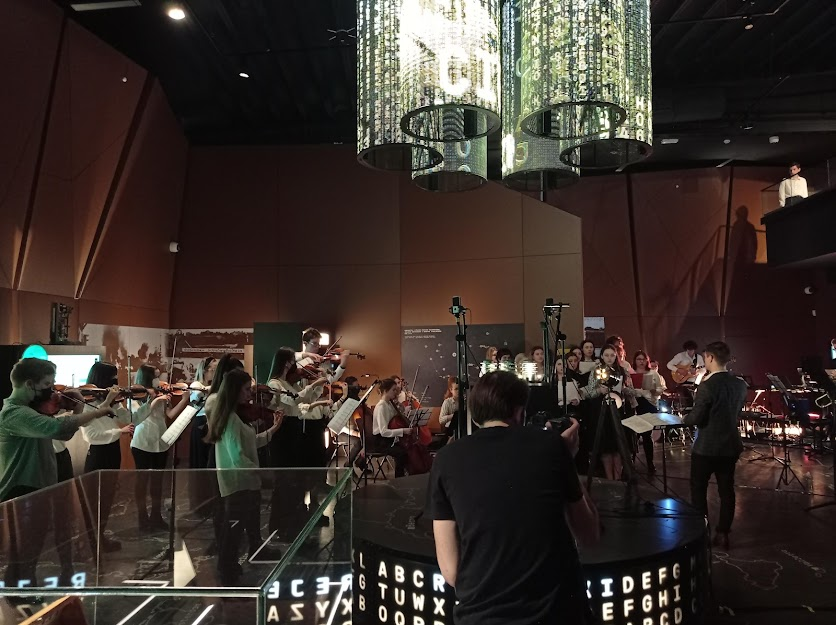
Концерт "Sub Rosa"